# Francesca Rossi
Francesca Rossi (Forlì, 2 giugno 1968) è un'ex cestista italiana.
È la figlia di Santo Rossi.

## Carriera
Con l'Italia ha disputato i Giochi olimpici di Barcellona 1992, i Campionati mondiali del 1994 e tre edizioni dei Campionati europei (1987, 1991, 1993).

## Palmarès
- Coppa Ronchetti: 2

BF Milano: 1990-91
Basket Parma: 1992-93
- Campionati italiani: 3

Pool comense: 1996-97; 1997-98; 1998-99